# Сонигіна Анастасія Петрівна
Анастасія Петрівна Сонигіна (1924, тепер Самарська область, Російська Федерація) — радянська діячка, новатор виробництва, головний агроном колгоспу «Победа» Ставропольського району Куйбишевської (Самарської) області. Член Центральної Ревізійної комісії КПРС у 1971—1981 роках.

## Життєпис
Навчалася в Мусорській сільській школі Ставропольського району Куйбишевської області. У 1942 році закінчила Усольський сільськогосподарський технікум.
З 1942 року — агроном машинно-тракторних станцій (МТС) і колгоспів Куйбишевської області.
Член ВКП(б) з 1946 року.
З 1967 року — головний агроном колгоспу «Победа» села Мусорка Ставропольського району Куйбишевської (Самарської) області.
Потім — на пенсії.

## Нагороди і звання
- орден Леніна
- орден Трудового Червоного Прапора
- орден «Знак Пошани»
- медаль «За доблесну працю. В ознаменування 100-річчя з дня народження Володимира Ілліча Леніна»
- медалі
- Заслужений агроном Російської РФСР (1966)